# Geografia della Sicilia

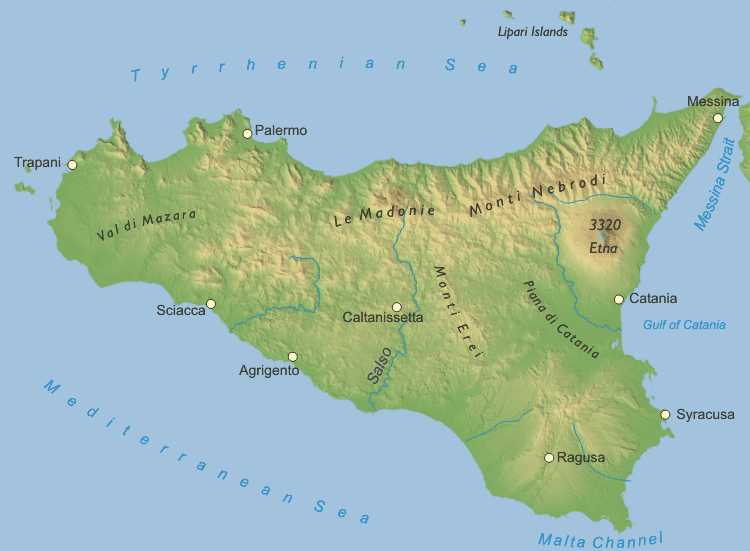
Mappa della Sicilia

La geografia della Sicilia e degli arcipelaghi adiacenti è caratterizzata da una vasta biodiversità e da un'ampia varietà geologica e morfologica.

## Dati generali

Caratteristiche altimetriche della Sicilia

La Sicilia è l'isola più grande del Mar Mediterraneo e la settima in Europa (EU). A nord si affaccia sul mar Tirreno, a est è divisa dalla penisola italiana dallo stretto di Messina ed è bagnata dal mar Ionio e a sud-ovest è divisa dall'Africa. Ha una forma approssimativamente triangolare i cui vertici sono: Capo Peloro (o Punta del Faro) a Messina al vertice nord-orientale, Capo Boeo (o Lilibeo) a Marsala al vertice nord-occidentale, e al vertice meridionale Capo Passero a Portopalo.
La Sicilia appartiene a due placche tettoniche: da una parte la placca africana, e nella parte nord-orientale alla placca euroasiatica. Lo scorrimento della placca africana che per subduzione si immerge sotto quella euroasiatica ha determinato la creazione dei rilievi montuosi della regione, nonché la presenza di frequenti attività sismiche sia di origine tettonica che vulcanica.
Tra 5.16 e 5.3 milioni di anni, durante il Messiniano (ultima fase del periodo Miocene), il Mediterraneo rimase isolato dall'oceano Atlantico probabilmente a causa di un aumento dell'attività tettonica. Ciò portò alla crisi di salinità: il mar Mediterraneo iniziò ad evaporare più velocemente e la concentrazione del sale aumentò. Carbonati e solfati vennero depositati in grandi quantità sui fondali e ne è rimasta traccia a lungo nelle miniere di salgemma e gesso che si possono trovare tuttora nei liberi consorzi comunali di Agrigento, Caltanissetta ed Enna.
Un fenomeno geologico peculiare è il vulcanesimo sedimentario delle Macalube di Aragona, nel libero consorzio comunale di Agrigento. Questo raro fenomeno ha creato la cosiddetta collina dei Vulcanelli, un'area brulla, di colore dal biancastro al grigio scuro, popolata da una serie di vulcanelli di fango, alti intorno al metro. Il fenomeno è legato alla presenza di terreni argillosi poco consistenti, intercalati da livelli di acqua salmastra, che sovrastano bolle di gas metano sottoposto a una certa pressione. Il gas, attraverso discontinuità del terreno, affiora in superficie, trascinando con sé sedimenti argillosi ed acqua, che danno luogo ad un cono di fango, la cui sommità è del tutto simile ad un cratere vulcanico. Il fenomeno assume talora carattere esplosivo, con espulsione di materiale argilloso misto a gas ed acqua scagliato a notevole altezza.

## Morfologia

### Isole

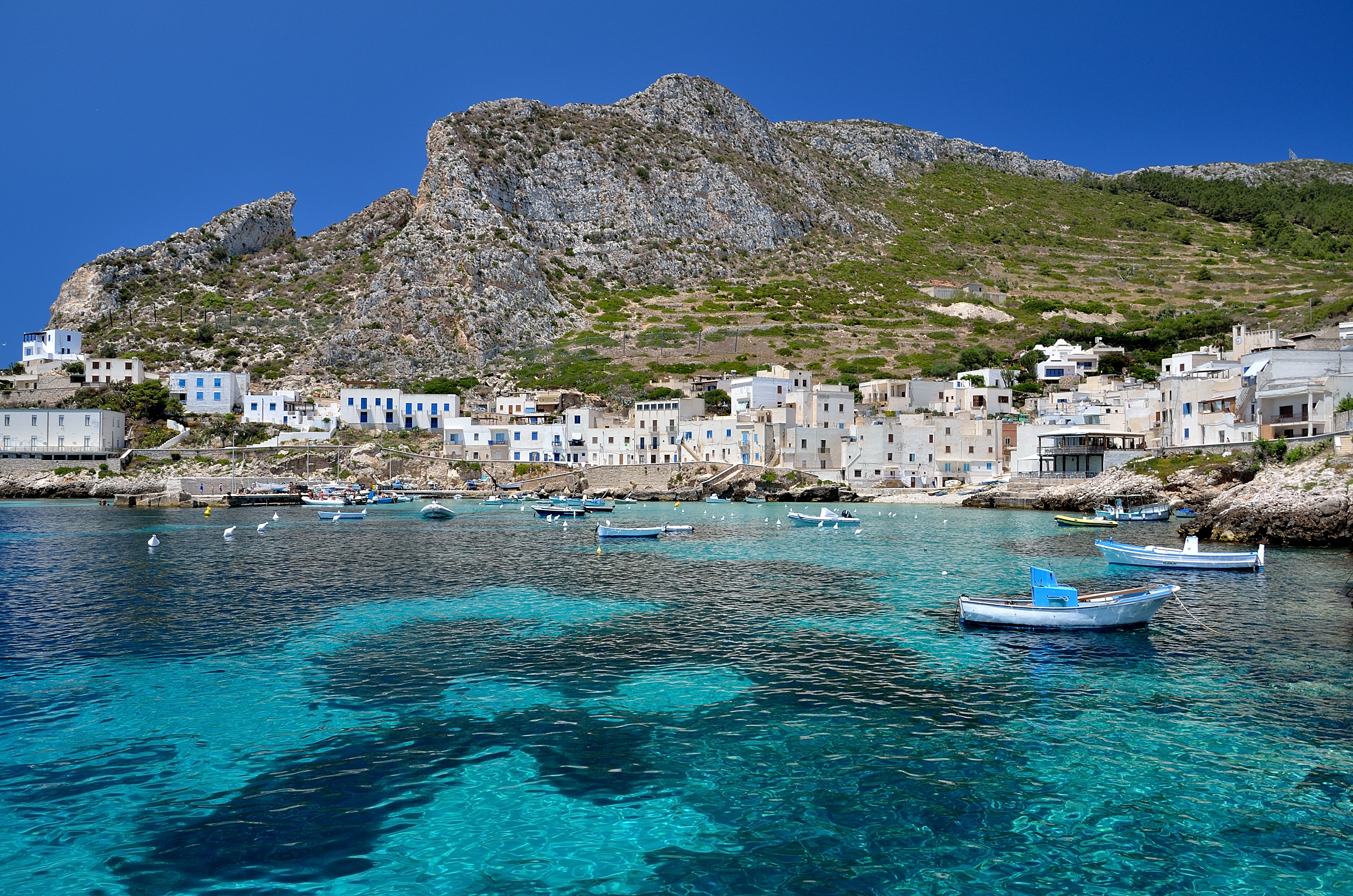
Il piccolo porto di Levanzo, nelle Egadi

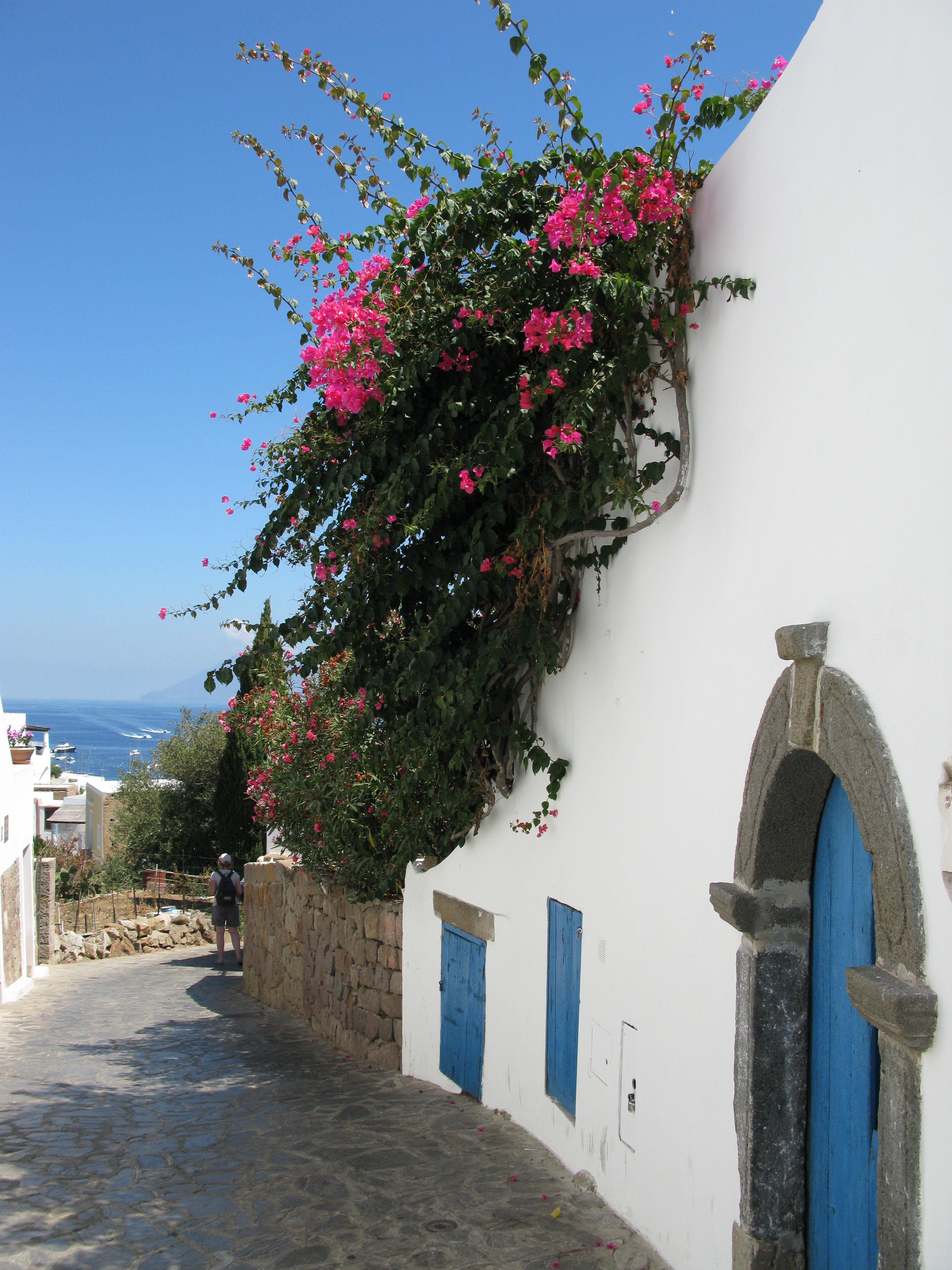
Una via di Panarea, una delle isole Eolie.

Il territorio della Sicilia comprende anche diverse isole e arcipelaghi, quali l'arcipelago delle sette isole Eolie e Ustica a nord, e quello delle tre Isole Egadi ad ovest nonché, a sud, Pantelleria, e le Isole Pelagie. Poi vi sono altre isole minori, come le isole dello Stagnone.
Le isole Pelagie sono geograficamente legate al continente africano (in particolare Lampedusa e Lampione), ma amministrativamente fanno parte del libero consorzio comunale di Agrigento.
Infine, da un punto di vista geografico e storico costituiscono parte integrante dell'arcipelago siciliano anche Malta e le altre isole maltesi.

### Orografia
È una regione prevalentemente collinare (per il 62% del territorio), mentre per il 24% è montuosa e per il restante 14% è pianeggiante (le pianure più grandi sono la piana di Catania e la piana di Gela). Il rilievo è vario: nella Sicilia settentrionale si articola nei monti Peloritani, Nebrodi e Madonie, che formano, nel loro complesso, l'Appennino siculo, ideale continuazione dell'Appennino calabro, mentre i rilievi della Sicilia centrale e meridionale non sono compresi nell'Appennino e si articolano in monti Erei, gli Iblei e i Sicani.
I monti Erei si trovano al centro della Sicilia; su essi sorge, a 949 metri di altezza, la città di Enna. I monti Iblei si estendono invece nella fascia sud-orientale dell'isola, tra il libero consorzio comunale ragusano e quello siracusano. Nella Sicilia occidentale sorgono altri monti dall'altezza variabile, superiore ai 1.500 metri, come i Sicani, le cui cime più alte sono il monte Cammarata di 1.578 metri e la Rocca Busambra di 1.613 metri, e i monti di Palermo, che possono essere considerati una continuazione delle Madonie; essi circondano la Conca d'Oro, ai cui piedi si stende la città capoluogo di questa regione.
Si trova nelle Madonie la seconda vetta più alta dell'isola: il pizzo Carbonara (1979 metri). La maggiore vetta è infatti costituita dal massiccio dell'Etna (3340 metri nel 2011), un complesso sistema di vulcani estinti su cui persiste attività vulcanica ad alta quota.

### Vulcani

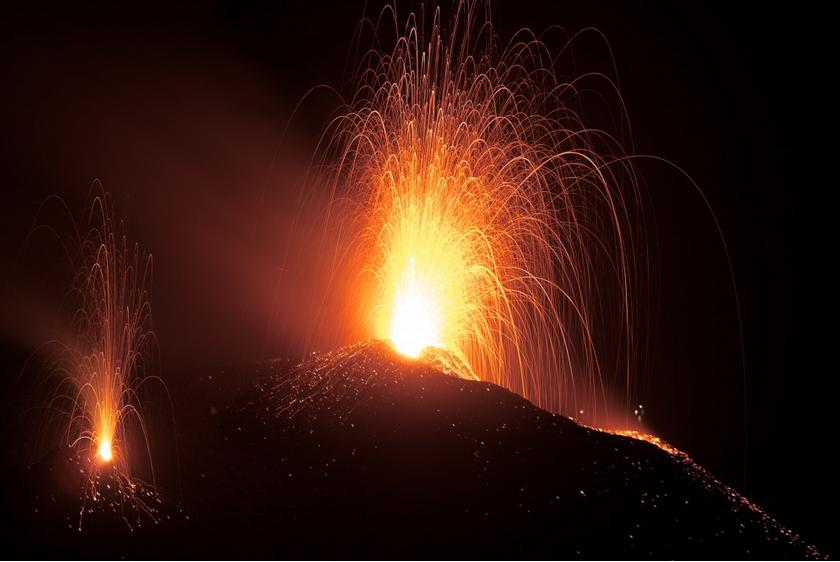
Un'eruzione di Stromboli.

A causa della sua posizione, a cavallo delle due importanti placche tettoniche, la regione e le isole circostanti sono interessate da un'intensa attività vulcanica. I vulcani siciliani più importanti sono: Etna, Stromboli e Vulcano.
Essi hanno la singolarità di appartenere a tre tipologie differenti: eruzioni di lave basaltiche intervallate a periodi di calma il primo; eruzioni continue, e fontane di lava, il secondo, le cui caratteristiche sono state prese come modello tipologico dagli scienziati del settore, che hanno coniato il termine tipo stromboliano per designare le attività similari dei vulcani terrestri; infine di tipo esplosivo o pliniano il terzo, caratterizzato da lunghi periodi di apparente calma ed eruzioni violente.
Tra i vulcani siciliani si considerano inoltre quello sottomarino Empedocle, attivo e situato nella zona del Canale di Sicilia oggi denominata "Banco di Graham", la cui attività eruttiva nel XIX secolo portò alla comparsa e successiva scomparsa dell'effimera Isola Ferdinandea, e quello al largo di Riposto, scoperto nel 2009 dai ricercatori della facoltà di Scienze geologiche dell'Università di Catania. Esso si troverebbe ad 80 metri di profondità, in un tratto di mare tra i paesi di Riposto e Acicastello; strutturalmente ricorda le linee dell'Etna, con uno sprofondamento che a partire dai 500 metri sotto il livello del mare continua ad inabissarsi fino ai 2500 metri di profondità. Il diametro massimo della caldera sommersa è di 20 chilometri: a paragone l'attuale Valle del Bove dell'Etna è di soli 7 chilometri.

### Coste

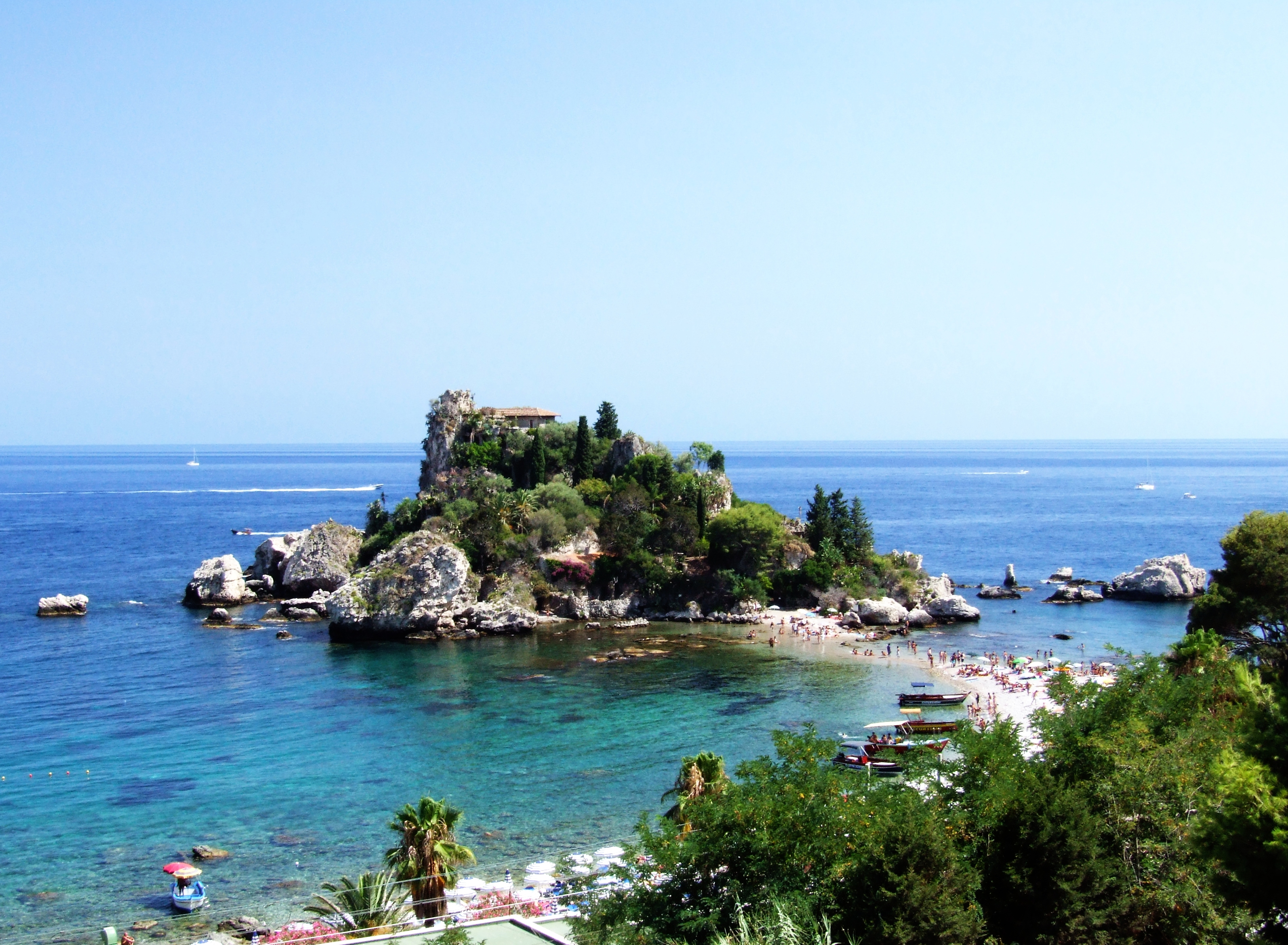
La costa di Isola Bella presso Taormina

Di forma approssimativamente triangolare, la Sicilia ebbe nell'antichità il nome di Trinacria e Triquetra. Ha una notevole estensione costiera (1.637 km), con 1.152 km di coste dell'isola maggiore cui vanno aggiunti i 500 km circa delle isole minori: la Sicilia è la regione con il maggior numero di chilometri di costa balneabile (922,9 km) ed è, dietro la Sardegna, la regione con la più ampia estensione costiera; da sola rappresenta il 22% dell'estensione costiera dello Stato italiano, benché occupi solo l'8% della sua superficie.
Le coste settentrionali, alte e rocciose, si aprono sul Mar Tirreno con frequenti ed ampie insenature, come i golfi di Castellammare del Golfo, di Palermo, di Termini Imerese, di Patti, di Milazzo. Lingue di terra si protendono per molti chilometri sul mare, come nel caso di Capo San Vito e Capo Milazzo.
Ad est la costa ionica è più varia; strette spiagge di ghiaia fin quasi a Taormina e fra la foce del fiume Alcantara e Riposto; frastagliata verso sud, con insenature e baie come quella di Giardini Naxos; laviche come ad Acireale, e di aspre scogliere basaltiche fino a Catania. L'ampio golfo di Catania presenta una spiaggia di sabbia dorata ma al suo termine la costa riprende ad essere rocciosa con una serie di fiordi tra cui quello di Brucoli. Quindi l'ampia baia di Augusta, che ospita il più grande porto commerciale della Sicilia, e il golfo di Siracusa nel quale la costa riprende ad essere sabbiosa fino quasi a Capo Passero. L'esteso litorale meridionale, caratterizzato prevalentemente da una costa bassa e sabbiosa, presenta un'unica rientranza di rilievo, il più esteso golfo dell'isola, il golfo di Gela sul quale si affacciano ben tre liberi consorzi comunali: Agrigento, Caltanissetta e Ragusa. Le spiagge del sud della Sicilia sono generalmente ampie, sabbiose e spesso dall'aspetto selvaggio, talvolta incorniciate da suggestive scogliere bianche, come nel caso di Scala dei Turchi o di Eraclea Minoa. Nel 2012 i comuni di Ispica, Lipari, Menfi, Pozzallo e Ragusa sono stati insigniti della Bandiera Blu della FEE.

## Idrografia

### Fiumi e laghi

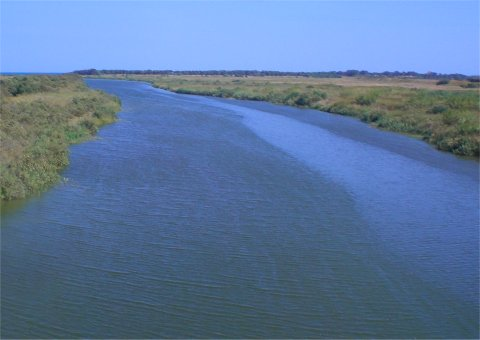
Il largo letto del Simeto

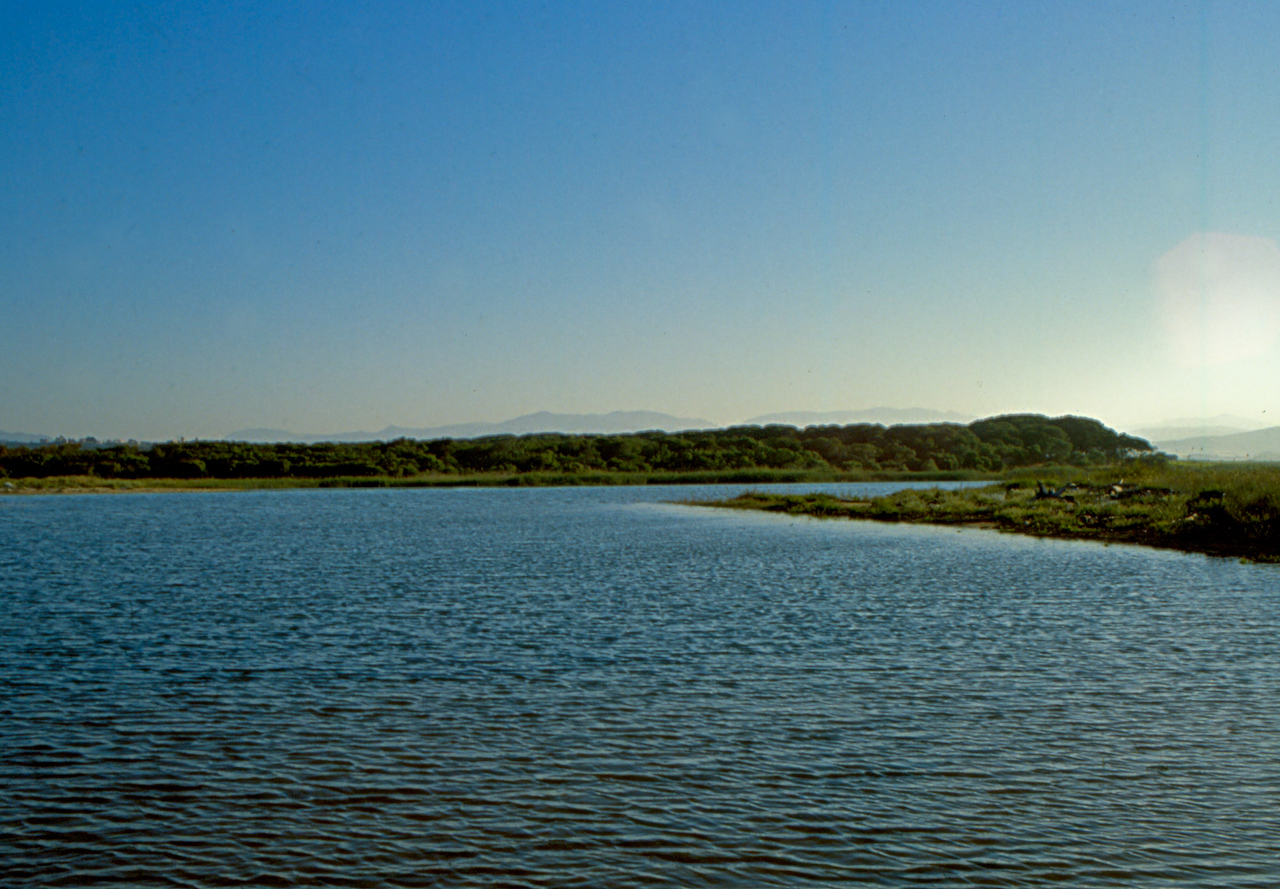
Foce del Platani

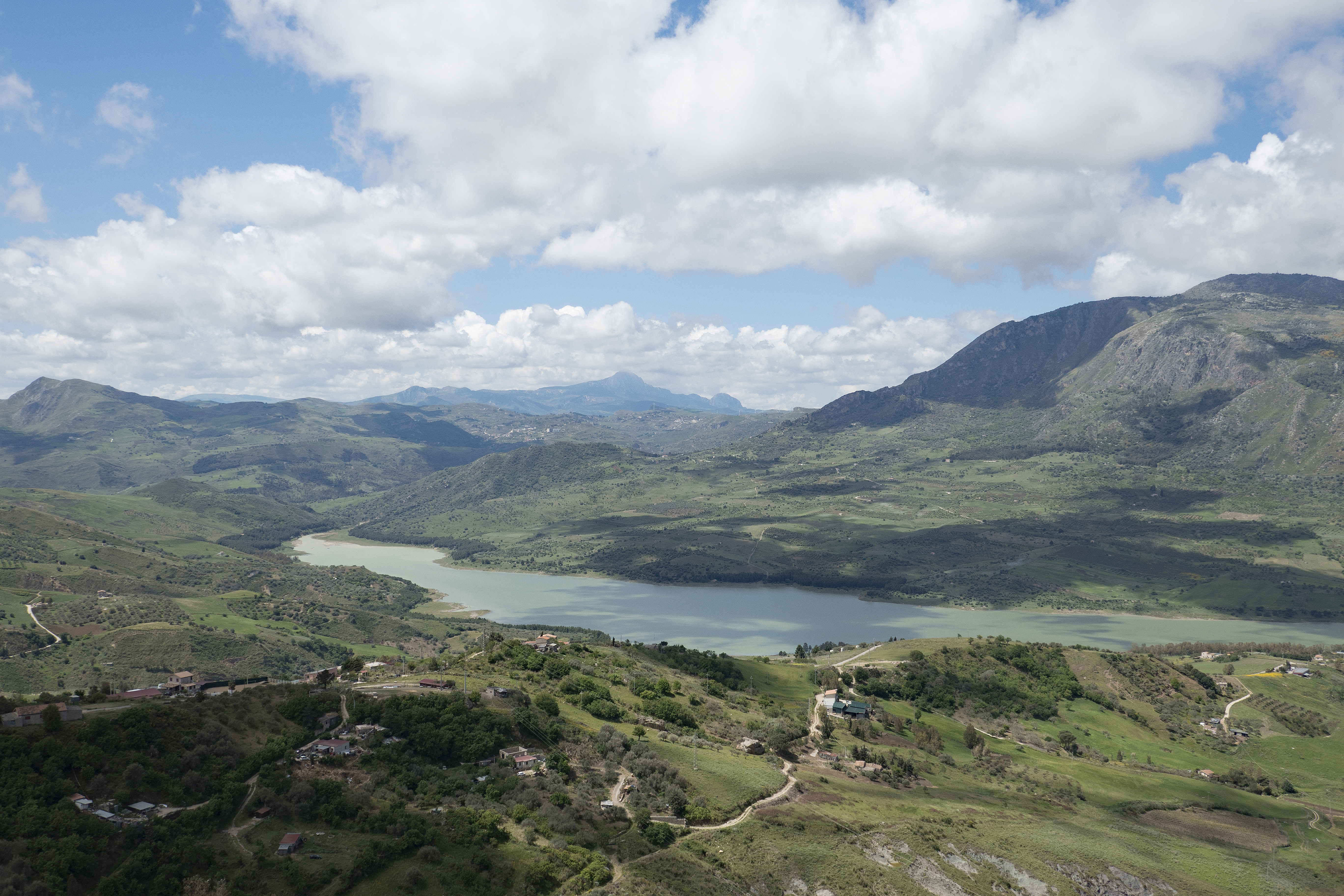
Lago Rosamarina

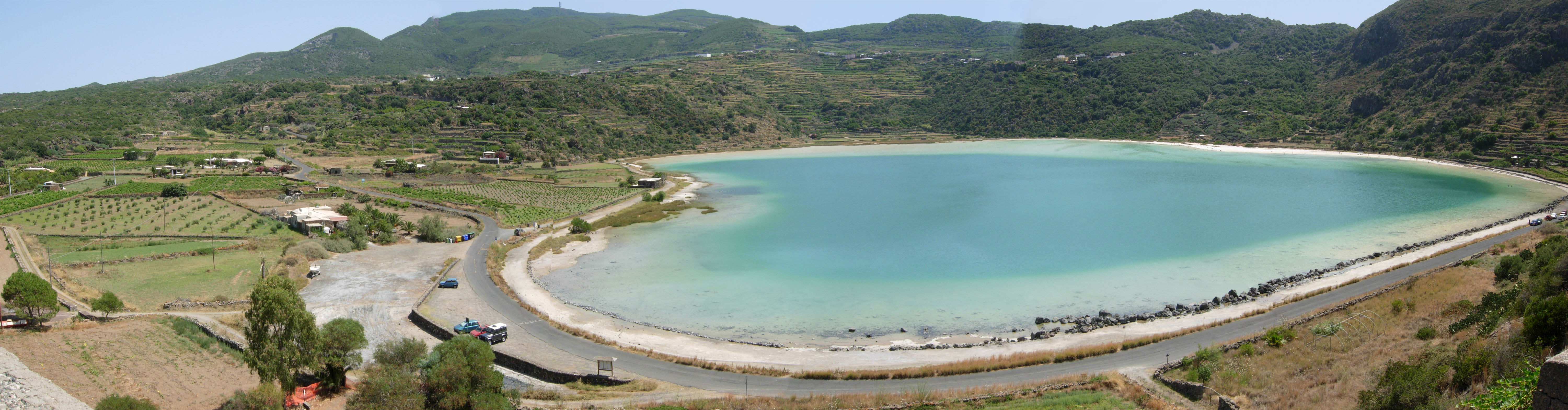
Lago specchio di Venere a Pantelleria

I fiumi siciliani sono tutti di portata ed estensione limitate. Quelli dei Nebrodi, delle Madonie e dei Peloritani a nord vengono chiamati fiumare, e sono a carattere torrentizio in quanto d'estate sono quasi perennemente in secca. Gli unici corsi d'acqua che raggiungono delle dimensioni apprezzabili sono il Salso o Imera Meridionale, il più lungo dell'isola, e il Simeto, quello con il bacino idrografico più ampio.
Sfociano sul litorale ionico: l'Alcantara, il Simeto e il suo affluente Gornalunga, l'Anapo, il San Leonardo. Il fiume Amenano è sotterraneo poiché è stato coperto dall'eruzione del XVIII secolo; scorre nelle profondità della città di Catania.
Sfociano sul litorale tirrenico: l'Imera settentrionale, il Torto, il San Leonardo (è il corso d'acqua principale della costa settentrionale della Sicilia, con un bacino idrografico di circa 506 km², dal cui sbarramento è costituito il Lago Rosamarina o di Caccamo costituente la principale riserva idrica di Palermo con più di 100 milioni di metri cubi), l'Eleuterio dal cui sbarramento è costituito il Lago Scanzano, l'Oreto, il Nocella, lo Jato dal cui sbarramento è costituito il Lago Poma, il San Bartolomeo il cui affluente principale, il Fiume Caldo, è originato dalle sorgenti termali delle Terme Segestane.
Sfociano sul litorale della costa meridionale: il Dirillo, il Gela, il Salso o Imera meridionale, il Platani e il Belice.
Per quanto riguarda i laghi, pochissimi sono quelli di origine naturale. Tra i pochi rimasti: il Lago Specchio di Venere a Pantelleria che occupa l'area di un'antica caldera vulcanica, il lago di Pergusa di origine tettonica, mentre peculiari sono le caratteristiche del Lago Biviere di Lentini, (di fatto semi-naturale), invaso che oggi ospita una notevole varietà di pesci e di uccelli; dai censimenti svolti dalla LIPU si evince che ben 25000 volatili, appartenenti a 150 specie diverse (15 delle quali nidificanti), vivono in questa zona.
Più numerosi sono invece i laghetti costieri quasi tutti costituiti in riserve: 
- Il Biviere di Gela (riserva naturale LIPU);
- I pantani nei pressi di Pachino (Pantano Gariffi e Pantano Longarini) che costituiscono la Riserva naturale orientata Pantani della Sicilia Sud-Orientale;
- La laguna presso Messina (Lago di Ganzirri), che costituisce la Riserva naturale orientata Laguna di Capo Peloro;
- I laghetti presso Tindari che costituiscono la Riserva naturale orientata Laghetti di Marinello;
- I laghi presso Mazara del Vallo che costituiscono la Riserva naturale integrale Lago Preola e Gorghi Tondi.

### Fiumi principali
| Fiume                                          | Lunghezza (in km) | Provincia         | Bacino (in km²) |
| ---------------------------------------------- | ----------------- | ----------------- | --------------- |
| Imera meridionale o Salso Himeras              | 144               | AG - CL - EN - PA | 2.122           |
| Simeto (bacino compresi gli affluenti)         | 113               | CT – ME           | 4.186           |
| Belice                                         | 107               | AG - PA - TP      | 964             |
| Dittaino (affluente del Simeto)                | 105               | EN - CT           | 959             |
| Platani                                        | 103               | AG - CL - PA      | 1.785           |
| Gornalunga (affluente del Simeto)              | 81                | CT - EN - SR      | 1001            |
| Gela                                           | 74                | CL - EN           | 559,16          |
| Salso Cimarosa o Sugara (affluente del Simeto) | 72                | EN                | 808             |
| Torto                                          | 64                | PA                | 419,3           |
| Verdura                                        | 59                | AG                | 448             |
| Irminio                                        | 57                | RG                | 254,6           |
| Dirillo                                        | 54                | CL - CT - RG      | 739,4           |
| Alcantara                                      | 53                | CT-ME             | 603             |
| Anapo                                          | 52                | SR                | 180             |
| San Leonardo                                   | 51                | PA                | 506             |
| Cassibile                                      | 50                | SR                | 95,29           |
| San Leonardo                                   | 50                | CT                | 482,97          |
| Tellaro                                        | 48                | RG - SR           | 388,9           |
| Birgi                                          | 43                | TP                | 336             |
| Arena                                          | 43                | TP                | 309             |
| Ciane                                          | 37                | SR                | 16,12           |
| Magazzolo                                      | 35                | AG                | 234             |
| Imera Settentrionale                           | 35                | PA                | 342             |
| Carboj                                         | 30                | AG                | 208,31          |
| Mazaro                                         | 30                | TP                | 125,5           |
| Ippari                                         | 28                | RG                | 584,36          |
| Asinaro                                        | 22                | SR                | 84,32           |
| Fiumara di Modica                              | 22                | RG                | ---             |
| Oreto                                          | 22                | PA                | 129             |
| Fiumefreddo                                    | 2,25              | CT                | ----            |

### Laghi principali
Nella maggior parte dei casi i fiumi più importanti sono stati sbarrati creando invasi artificiali sfruttati per usi civili ed irrigui, tutti con una portata più o meno minima :
| Lago                         | Provincia | Immissario                           | Emissario                            | Superficie in km² |
| ---------------------------- | --------- | ------------------------------------ | ------------------------------------ | ----------------- |
| Lago di Ogliastro            | EN-CT     | Gornalunga                           | Gornalunga                           | 14 km²            |
| Lago di Lentini              | SR        | Torrente Trigona                     | San Leonardo                         | 12 km²            |
| Lago Pozzillo                | EN - ME   | Salso Cimarosa                       | Salso Cimarosa                       | 7,8 km²           |
| Lago Rosamarina              | PA        | San Leonardo                         | San Leonardo                         | 5,41 km²          |
| Lago Garcia                  | PA        | Belice                               | Belice sinistro                      | 5,07 km²          |
| Lago Arancio                 | AG        | Carboj                               | Carboj                               | 3,7 km²           |
| Lago Scanzano                | PA        | Torrente Scanzano                    | Eleuterio                            | 3,7 km²           |
| Lago Poma                    | PA        | Jato                                 | Jato                                 | 3,64 km²          |
| Lago di Piana degli Albanesi | PA        | Belice                               | Belice destro                        | 3,29 km²          |
| Lago San Giovanni            | AG        | Naro                                 | Naro                                 | 2,40 km²          |
| Lago Trinità                 | TP        | Delia                                | Arena                                | 2,13 km²          |
| Lago Disueri                 | CL        | Disueri                              | Gela                                 | 1,85 km²          |
| Lago di Pergusa              | EN        | Bacino endoreico                     | Bacino endoreico                     | 1,83 km²          |
| Lago di Magazzolo o Castello | AG        | Magazzolo                            | Magazzolo                            | 1,6 km²           |
| Lago Nicoletti               | EN        | Dittaino                             | Dittaino                             | 1,59 km²          |
| Lago Santa Rosalia           | RG        | Irminio                              | Irminio                              | 1,45 km²          |
| Lago dell'Ancipa             | EN-ME     | Torrente Troina                      | Torrente Troina                      | 1,39 km²          |
| Lago Fanaco                  | PA        | Platani                              | Platani                              | 1,38 km²          |
| Lago Morello o di Villarosa  | EN        | Morello                              | Morello                              | 1,30 km²          |
| Lago Olivo                   | EN        | Torrente Olivo                       | Torrente Olivo                       | 1,1 km²           |
| Lago di Licodia o Dirillo    | CT        | Dirillo                              | Dirillo                              | 1,11 km²          |
| Lago di Prizzi               | PA        | Torrenti vari                        | affluente fiume Sosio                | 0,9 km²           |
| Lago Comunelli               | CL        | Torrente Comunelli                   | Torrente Comunelli                   | 0,85 km²          |
| Lago Furore                  | AG        | Torrente Grancifone o fiume Burraito | Torrente Grancifone o fiume Burraito | 0,62 km²          |
| Lago Biviere                 | ME        | Torrente Spandente                   | nessuno                              | 0,18 km²          |

## Galleria d'immagini

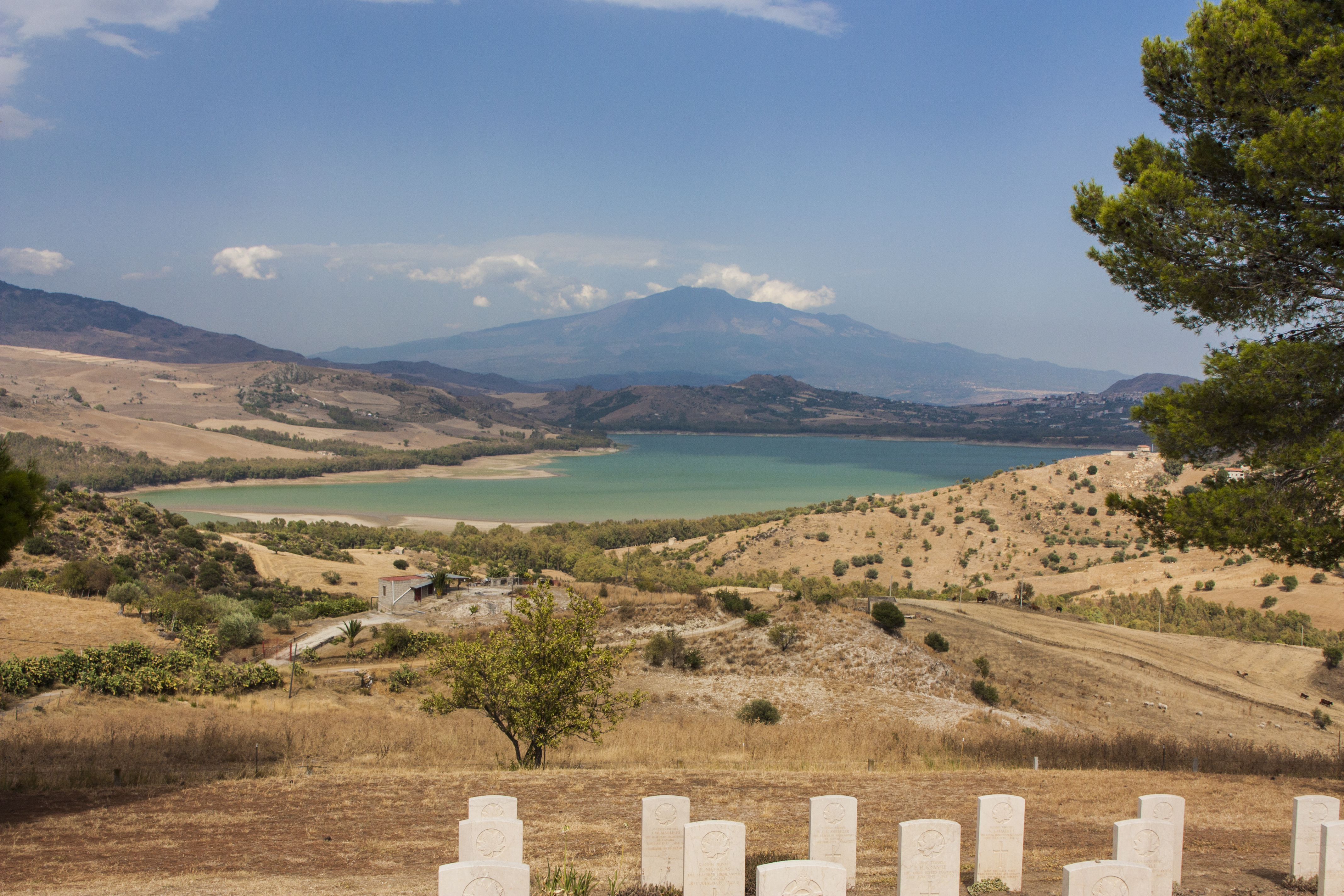
Il lago Pozzillo presso Agira
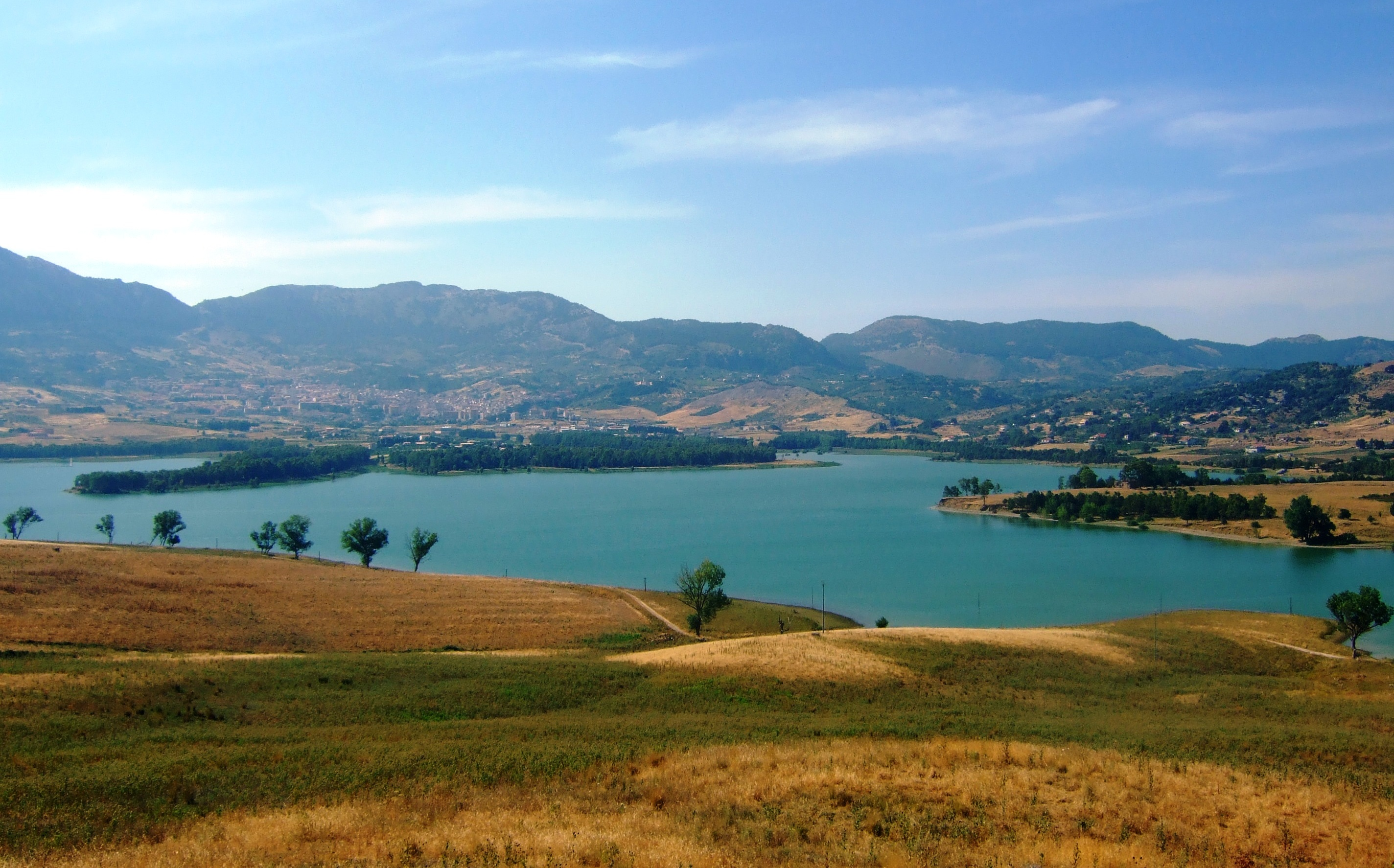
Lago di Piana degli Albanesi
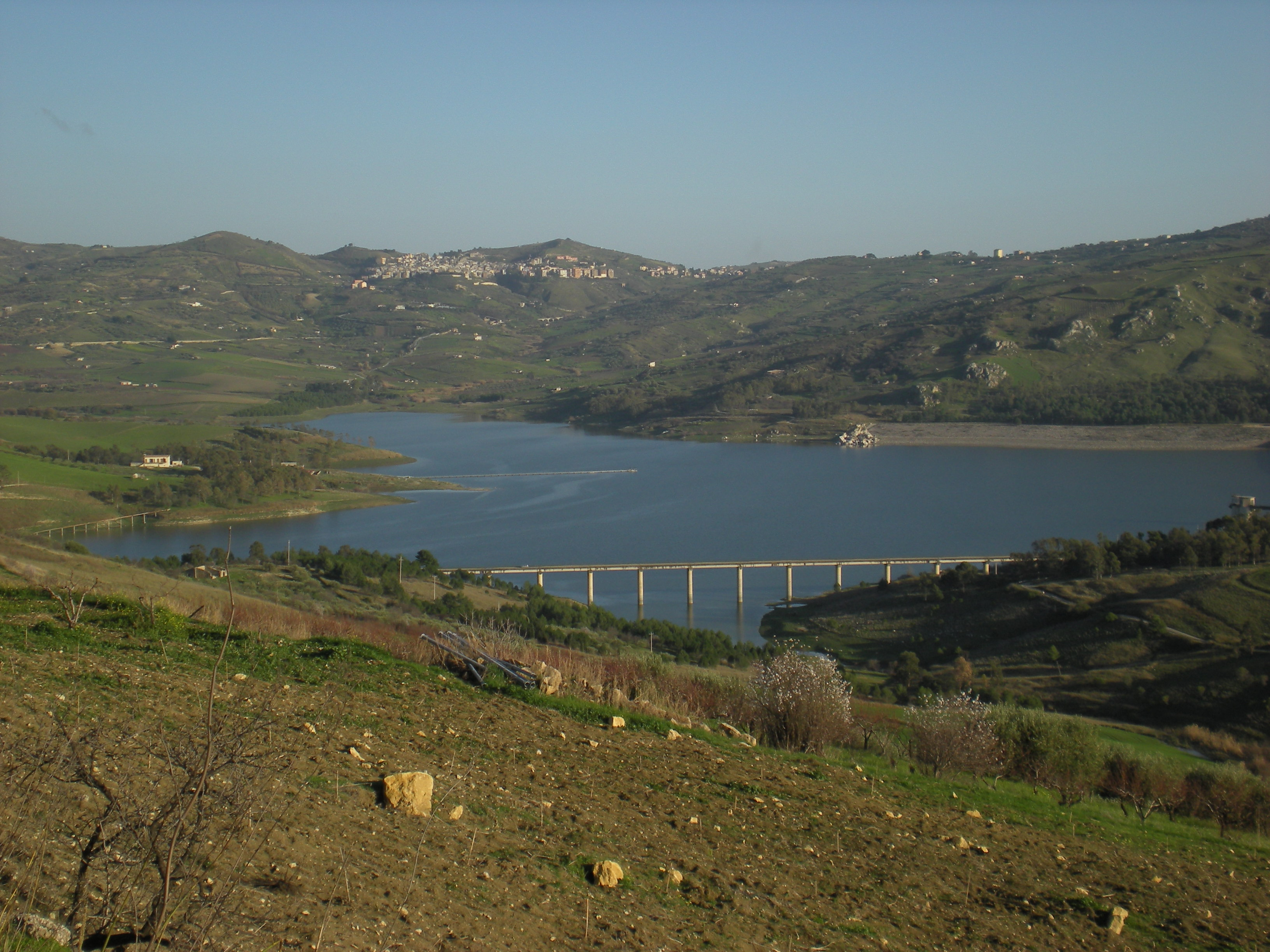
Lago Magazzolo presso Bivona
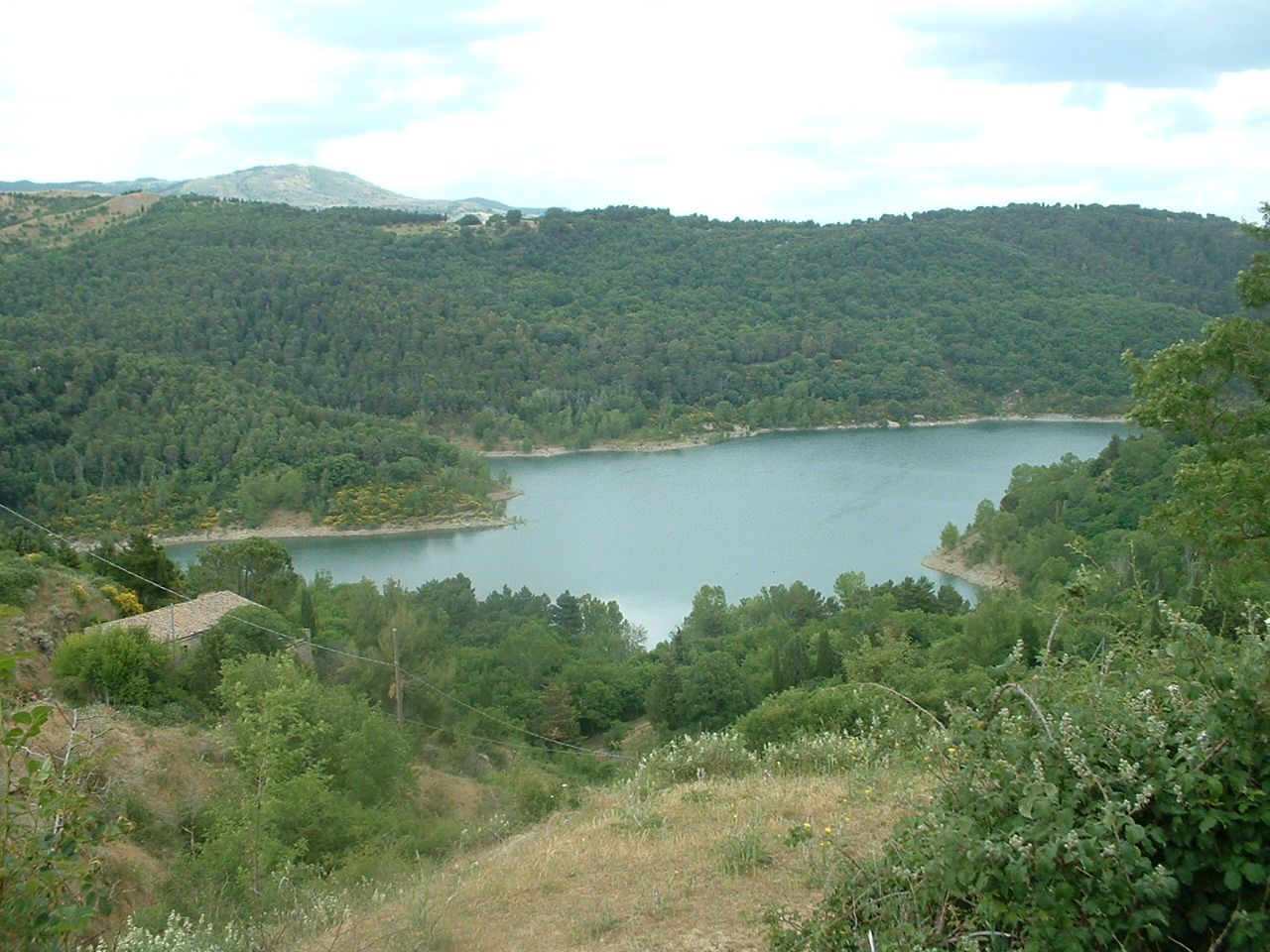
Lago Ancipa
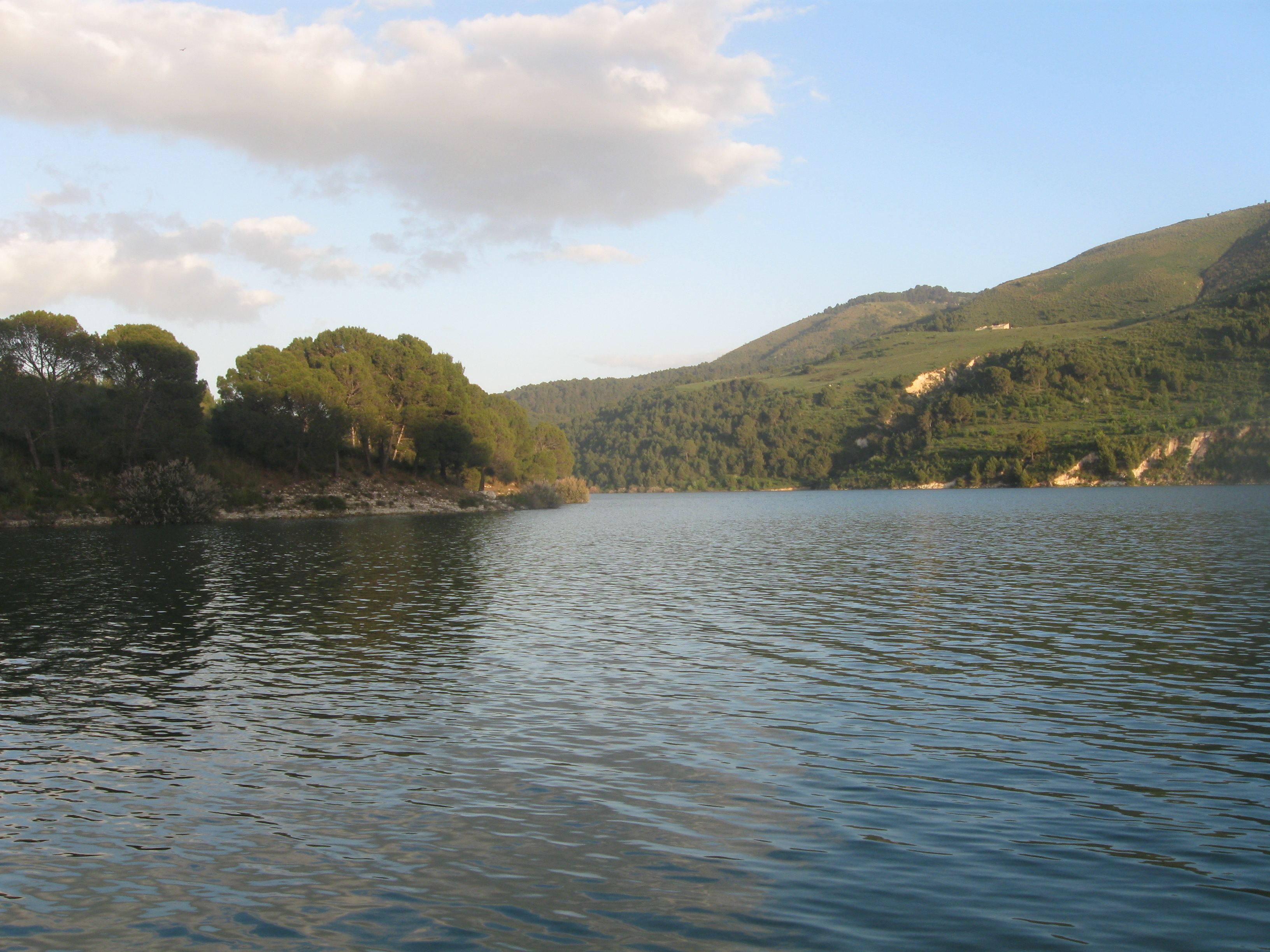
Lago Dirillo o di Licodia Eubea
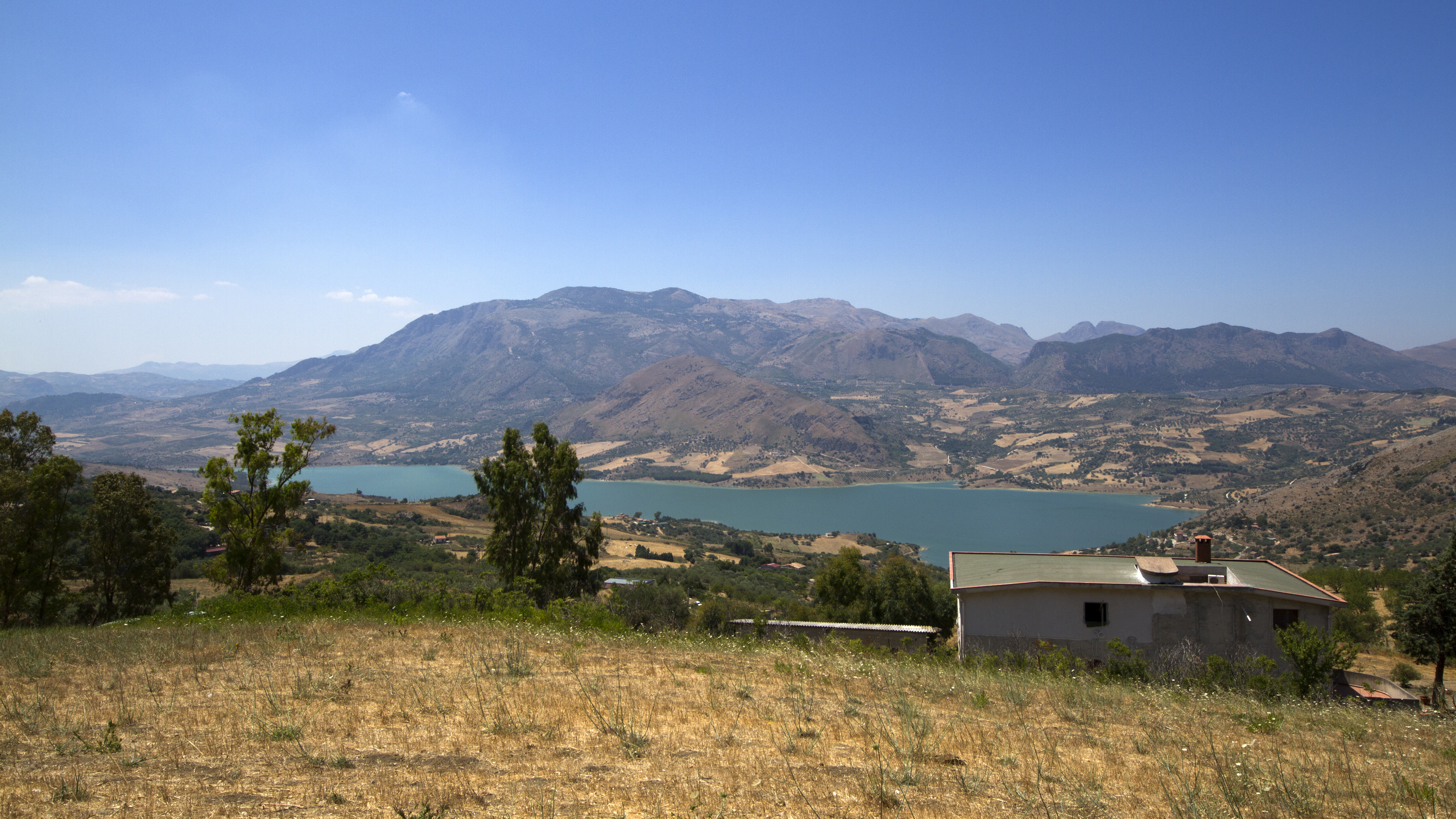
Lago Rosamarina o di Caccamo
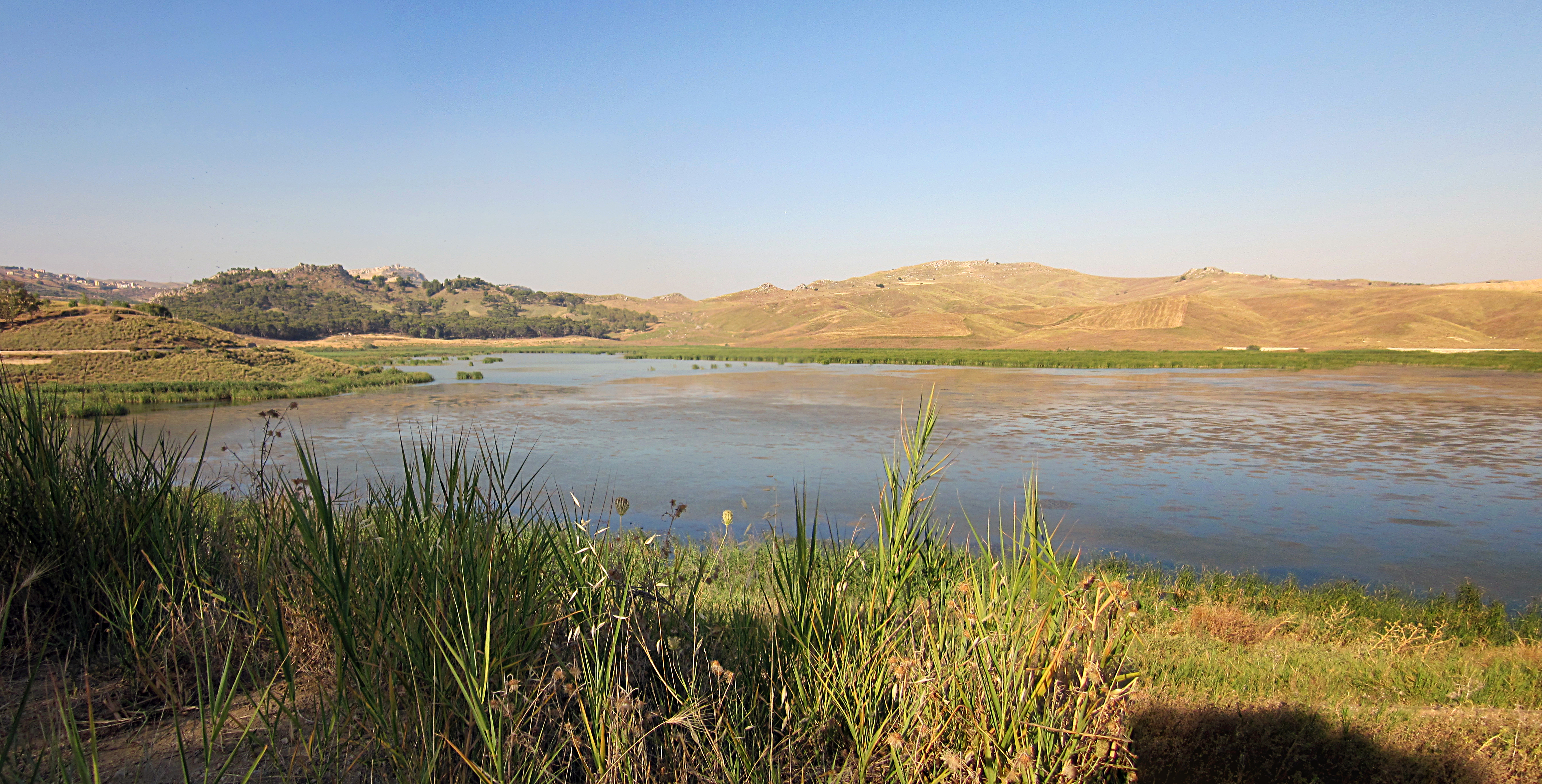
Lago Comunelli presso Butera
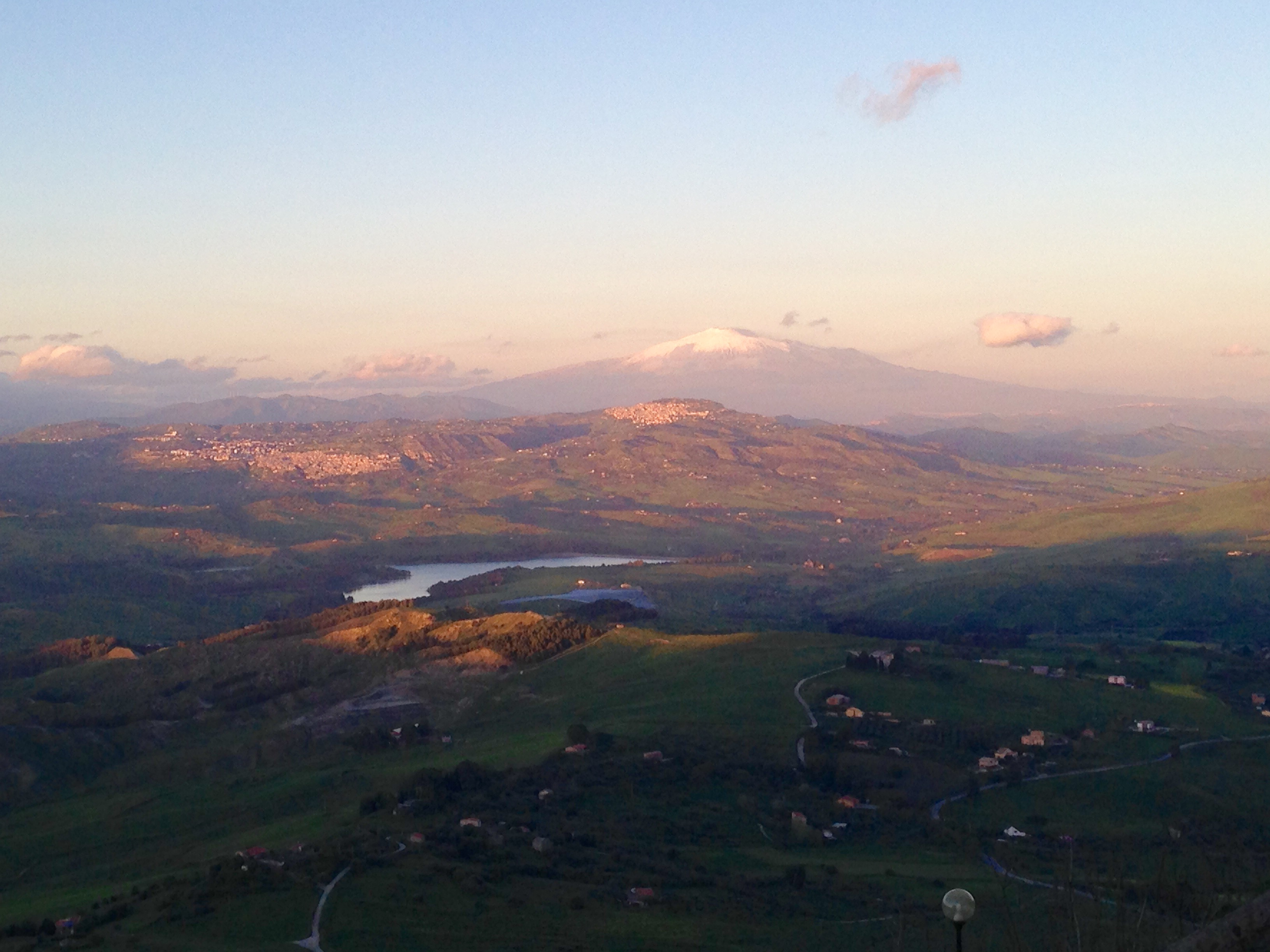
Lago Nicoletti presso Leonforte
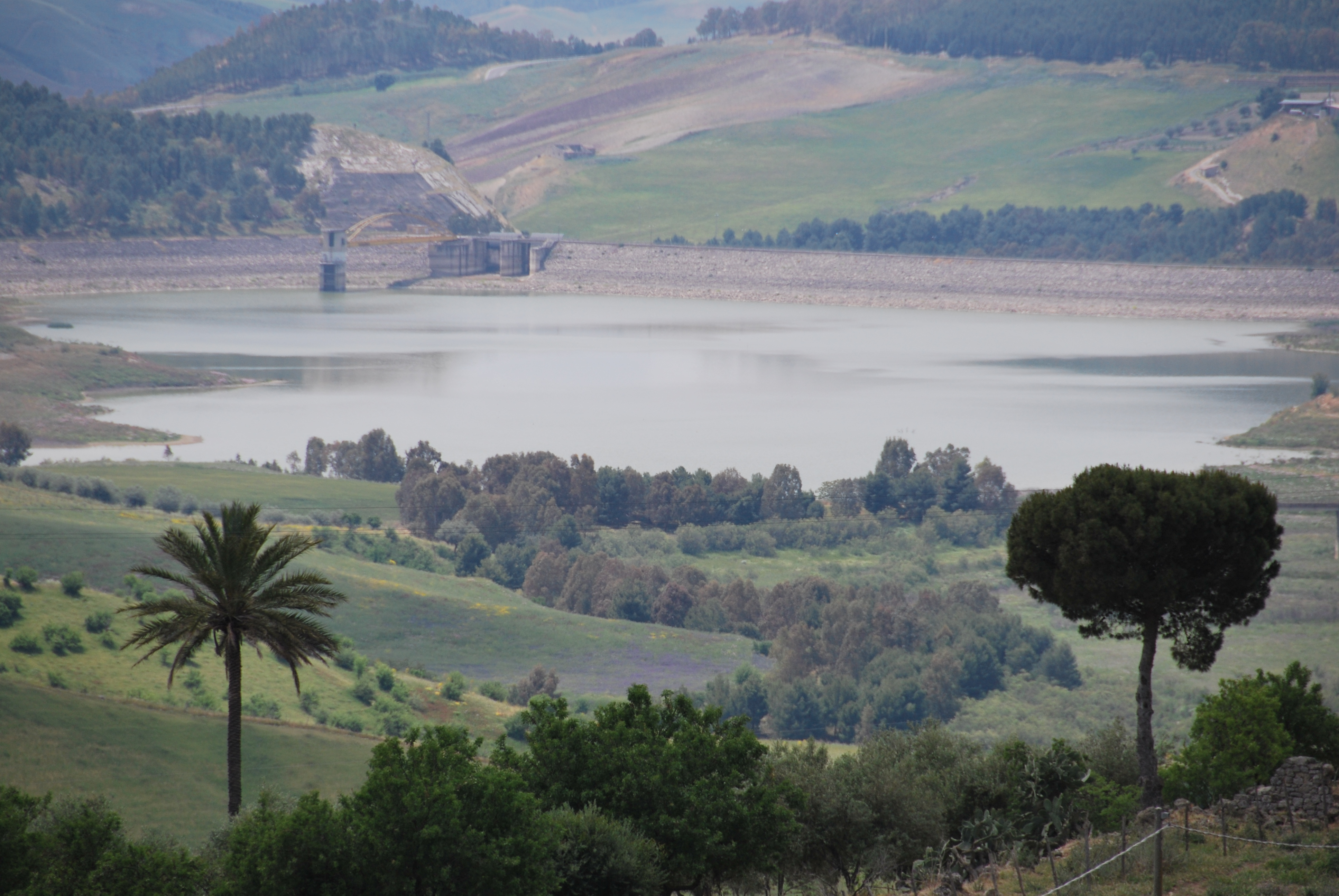
Lago Morello presso Villarosa
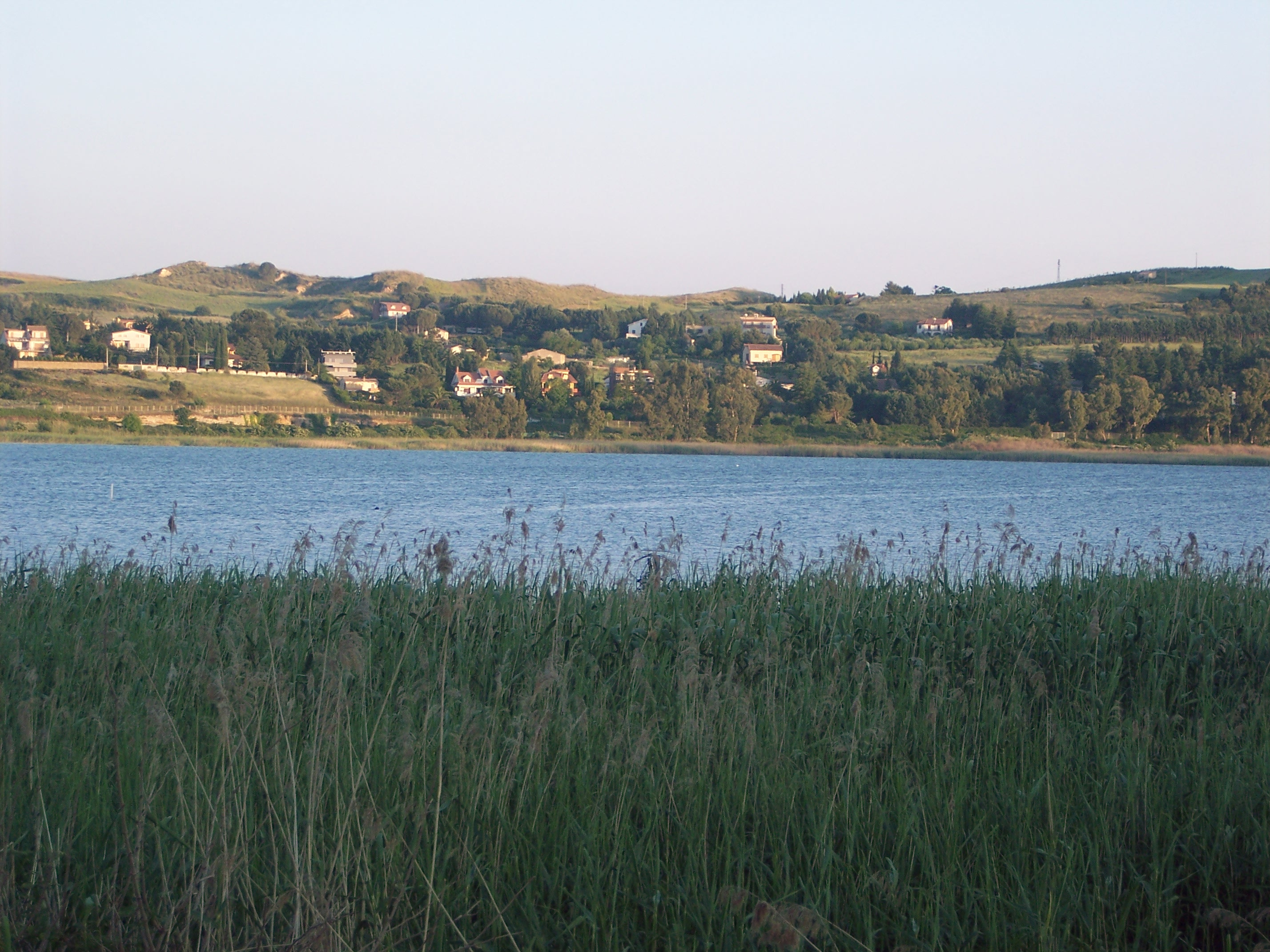
Lago di Pergusa presso Enna
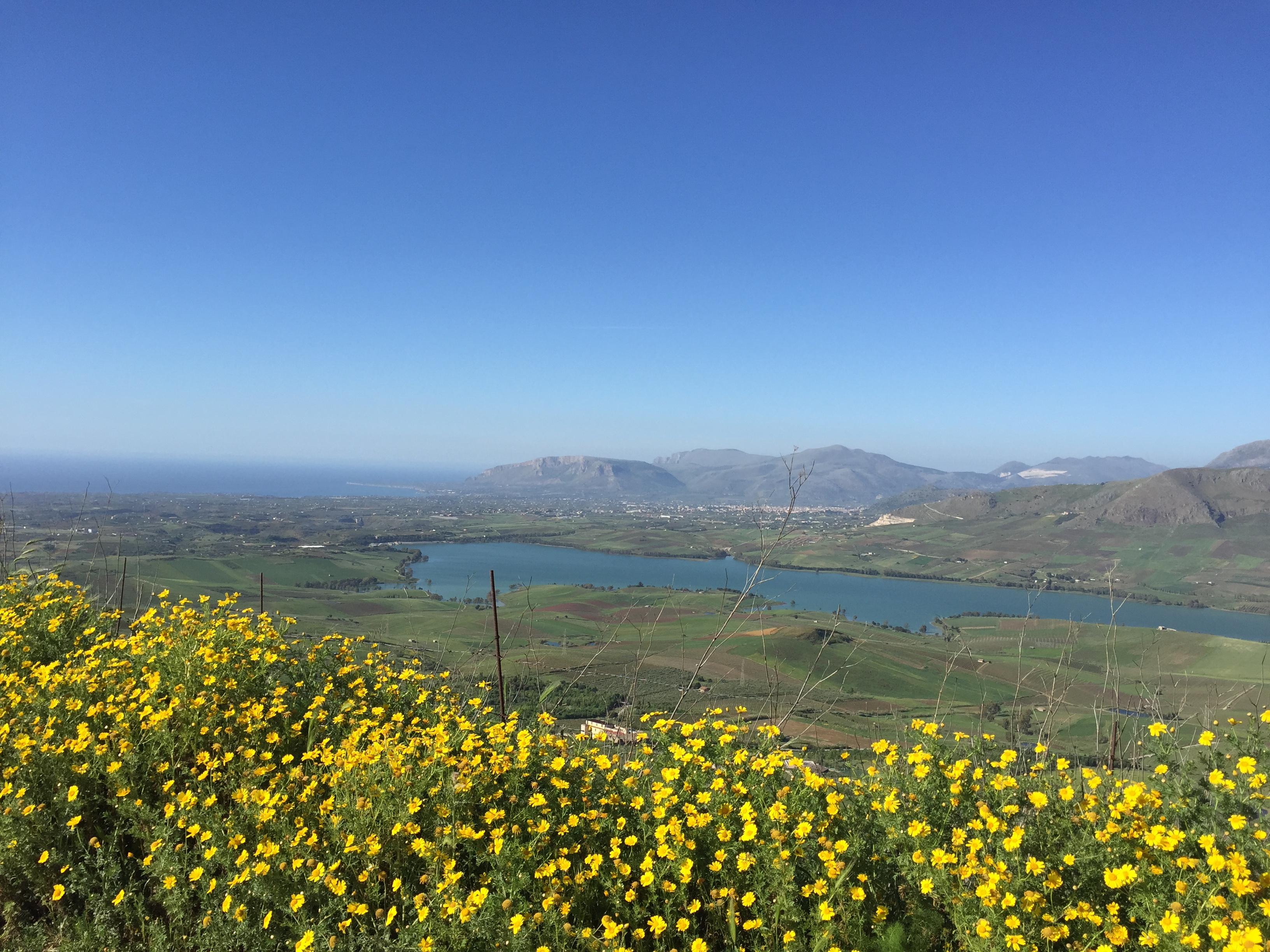
Lago Poma e la diga, presso Grisì

## Flora e fauna

### Flora

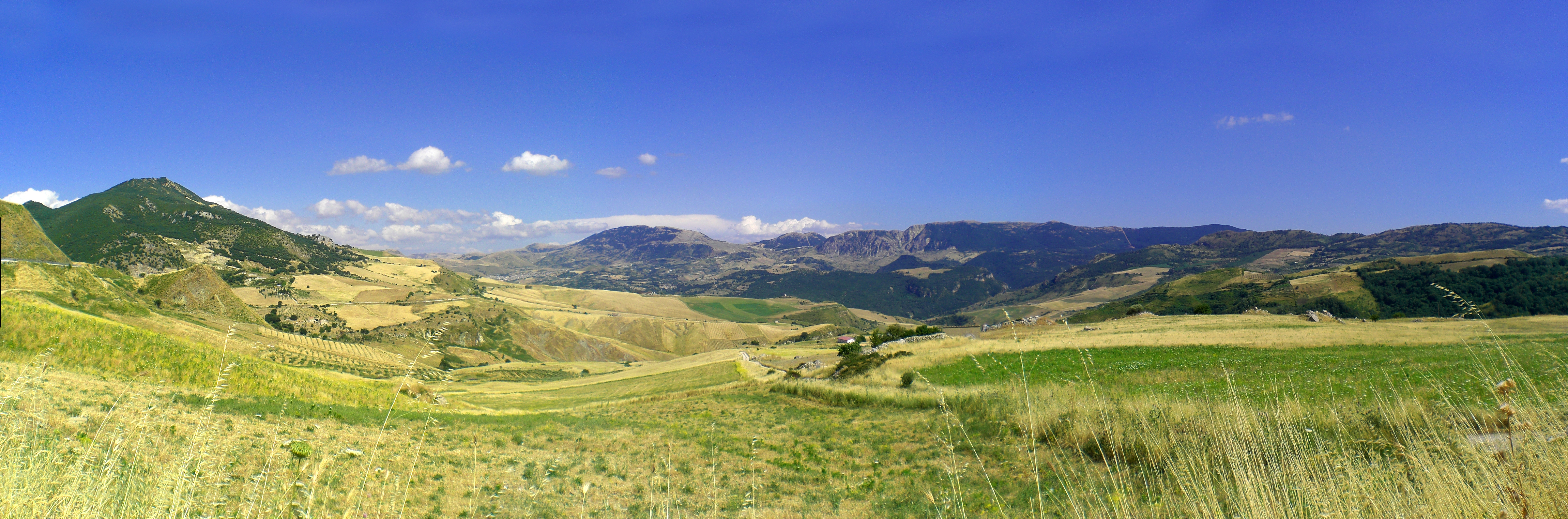
Paesaggio sicano: sullo sfondo il monte delle Rose, tra Palazzo Adriano e Bivona

La vegetazione in Sicilia è caratterizzata dalla presenza di differenti ecosistemi mediterranei. 

Nelle aree prossime ai litorali, dal livello del mare ai 200 metri d'altitudine è presente l'Oleo-ceratonion che, nelle zone più ricche di risorse idriche evolve verso la macchia mediterranea, la formazione vegetale più caratteristica, mentre nelle zone più aride lascia il posto alla gariga, alla prateria mediterranea o ad aree di macchia degradata come la macchia a cisto. Gli incendi, il pascolo e la pressione antropica hanno notevolmente ridotto le aree di foresta mediterranea sempreverde e di foresta mediterranea decidua che un tempo ricoprivano l'intera isola, di cui persistono tuttavia ampie aree sulle Madonie, sui Nebrodi e sull'Etna.
Fino ai 700-800 metri s.l.m., la vegetazione è costituita principalmente da euforbia, mirto, corbezzolo, sughera, leccio, lentisco, erica arborea, cisti e varie specie di ginestra come ginestra dei Carbonai, ginestra odorosa, ginestra spinosa, sparzio villoso, ginestra dell'Etna. Nella zona del fiume Alcantara era presente in ampi boschi il Platanus orientalis, oggi ridotto a piccole aree. Tra le specie introdotte dall'agricoltura sono molto diffusi gli agrumi, gli ulivi, la vite, i noccioli e i mandorli.
Tra gli ottocento e i milleduecento metri dominano i trifogli, le veccie, il grano, i sulleti, le rose canine, i gigli selvatici, i perastri, i pruni selvatici, gli asfodeli, i sorbi e gli azzeruoli. La fascia vegetativa al di sopra, fino alla quota di 1200–1400 m s.l.m. è costituita da formazioni di quercia caducifoglia, di rovere, di cerro, di roverella.
Oltre i 1400 entriamo nella zona propriamente montana dove sono splendidamente insediate estese formazioni boschive a faggeta. Il sottobosco rigoglioso presenta svariate specie di piante tra le quali vi sono l'agrifoglio, il pungitopo, il biancospino di Sicilia, il tasso. A queste altitudini prosperano anche l'acero d'Ungheria, l'olmo montano, il melo selvatico, l'acero montano e la stregonia siciliana.
Discorso a parte merita l'Etna. Oltre i 2000 metri si incontrano il pino loricato, la betulla e il faggio ed ancora più in basso anche castagno e ulivo. Più in alto, resistono solo la saponaria e l'astragalo e qualche muschio e lichene. Superati i 2400 metri la vegetazione è totalmente assente.

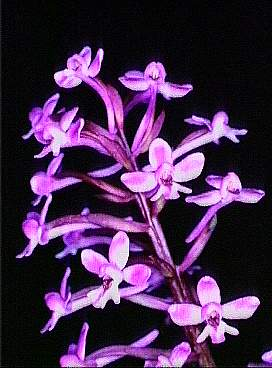
Orchis brancifortii è un'orchidea che cresce in Sicilia e Sardegna.

La flora siciliana è ricca di specie endemiche, cioè presenti solo sull'isola. Alcune di esse sono ulteriormente circoscritte in aree molto ridotte come per esempio l'abete dei Nebrodi (Abies nebrodensis), presente solo nel Vallone di Madonna degli Angeli nelle Madonie, il limonio di Todaro (Limonium todaroanum), esclusivo del Monte Passo del Lupo allo Zingaro, l'erba croce di Linosa (Valantia calva), endemica della omonima isola, la rarissima Zelkova sicula, limitata ad un'area di circa mezzo ettaro sui Monti Iblei. Tra gli innumerevoli endemismi si possono citare l'astragalo siculo (Astragalus siculus) e l'astragalo dei Nebrodi (Astragalus nebrodensis), la ginestra del Cupani (Genista cupanii), il lino delle fate siciliano (Stipa sicula), l'alisso dei Nebrodi (Odontarrhena nebrodensis), l'aglio dei Nebrodi (Allium nebrodense), la viola dei Nebrodi (Viola nebrodensis), il giaggiolo siciliano (Iris pseudopumila), numerose specie di Helichrysum (tra cui Helichrysum hyblaeum), il citiso delle Eolie (Cytisus aeolicus).

Un cenno particolare meritano infine le numerose specie di orchidee endemiche tra cui l'orchidea a mezzaluna (Ophrys lunulata), l'orchidea di Branciforti (Orchis brancifortii), l'ofride dei fuchi (Ophrys oxyrrhynchos), con le sottospecie Ophrys oxyrrhynchos biancae e Ophrys oxyrrhynchos calliantha, e l'ofride palermitana (Ophrys sphegodes panormitana).
Per l'uso medicinale, due piante in particolare, il ficodindia (Opuntia ficus-indica) e l'arancio dolce (Citrus aurantium) sono recentemente diventate oggetto di studi che ne confermano le peculiarità tradizionali già rilevate dalle osservazioni del Pitrè; ad esse si aggiunge il cappero (Capparis spinosa) che si prospetta quale antiallergico cutaneo, come sperimentato empiricamente da tempo immemorabile dai contadini delle isole Eolie.

### Fauna
L'intera Sicilia è popolata da molti mammiferi. I più diffusi sono l'istrice, il gatto selvatico, la martora, il ghiro, il moscardino e il quercino. Sull'Etna si aggiungono la volpe, il coniglio, la lepre, la donnola, il riccio e varie specie di topo e pipistrello; sono stati inoltre reintrodotti caprioli, cinghiali, cervi e daini.
Nei secoli sono state selezionate localmente specifiche razze di mammiferi molto diffusi, ad esempio di asino (pantesco e ragusano) cane (branchiero siciliano, cane di mannara, cane pecoraio varbutu, cirneco dell'Etna, spino degli Iblei, spinotto siciliano), capra (argentata dell'Etna, girgentana e messinese), cavallo (purosangue orientale, sanfratellano, siciliano), maiale (nero dei Nebrodi), pecora (pinzirita), vacca (cinisara e modicana).

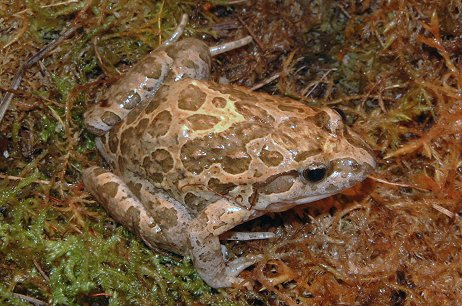
Un Discoglossus pictus.

I rettili e gli anfibi sono poco diffusi. Si ricordano lucertole, gongili, luscengole, gechi, biacchi, bisce d'acqua, vipere, rane (tra cui la rana verde minore), discoglossi, rospi e la testuggine comune.
In passato c'erano tante tipologie di pesci. Oggi è più ridotta, ma nei mari siciliani si possono ancora incontrare il pesce spada, il tonno, la sardina, l'alice, lo sgombro, la spigola, l'occhiata, il gambero, l'ostrica e i mitili.
Tra gli organismi protetti dalla Area marina protetta Isole Ciclopi si ricordano i poriferi, i gorgoniacei, i briozoi (tra cui Myriapora truncata e Sertella baeniana), lo spirografo Sabella spallanzanii, crostacei (tra cui Chtamalus stellatus), tunicati, echinodermi crinoidei (tra cui il giglio di mare), i crostacei brachiuri (tra cui il granchio), Anellidi policheti, l'anfiosso, vari molluschi (Dentalium vulgare, Donax variegatus) e Microcosmus sulcatus.
La avifauna aviaria è molto varia. Nella zona orientale sono tipici la cincia bigia di Sicilia, il codibugnolo di Sicilia, lo sparviero, la poiana, il gheppio, il falco pellegrino, l'allocco, l'aquila reale, il tuffetto, la folaga, la ballerina gialla, il merlo acquaiolo, il martin pescatore, la coturnice di Sicilia, la beccaccia, l'upupa, il corvo imperiale, il cavaliere d'Italia e l'airone cinerino.
Nella zona occidentale sono più diffusi capinere, cinciallegre, cinciarelle, cince more, sterpazzoline, occhiocotti, picchi muratori, picchi rossi maggiori, rampichini, merli, fiorrancini e scriccioli.
Gli invertebrati comprendono alcune specie endemiche, come Parnassius apollo siciliae, un'elegante farfalla esclusiva delle zone più alte, Platycleis concii, una specie di cavalletta, e, tra i coleotteri, Rhizotrogus romanoi e Schurmannia sicula. A quote alte sono ancora presenti la cavalletta Stenobothrus lineatus, Aphodius zenkeri, boreale e siculo, la cui risorsa alimentare consiste nello sterco degli erbivori, e Carabus planatus.
Il bracconaggio ha fatto estinguere molte specie, soprattutto nella zona dei Nebrodi. Il cervo, il daino, il capriolo, il lupo, il cinghiale, il gufo reale e il grifone sono tutti ormai scomparsi. Recentemente sono stati reintrodotti il cinghiale e il daino sulle Madonie, il grifone sulle Madonie e sui Nebrodi.
Nel quaternario, la Sicilia ha ospitato anche specie che oggi sono totalmente estinte anche in Europa. Ad esempio, vi erano ippopotami, rinoceronti, leoni, cervi, orsi e bisonti. Inoltre, sono stati ritrovati resti fossili di elefanti, che erano rappresentati da tre specie (Palaeoloxodon antiquus, Palaeoloxodon mnaidriensis e Palaeoloxodon falconeri), ora estinte, la scoperta dei loro crani, con un largo foro centrale nell'area facciale, ossia il punto di inserzione della proboscide, che venne interpretato come sede di un unico occhio, diede vita al mito dei Ciclopi e di Polifemo, riportato anche da Omero nell'Odissea.

## Clima
Il clima della Sicilia è mediterraneo, con estati calde ed inverni miti. La Sicilia costiera gode di un clima subtropicale, in quanto risponde ai parametri di questa tipologia climatica: la temperatura media annua sulle coste supera i 32
 °C, la temperatura media del mese più freddo è di circa 10 °C, mentre la temperatura del mese più caldo supera i 30 °C (sia a Palermo che a Catania è poco superiore ai 35 °C, nel mese di agosto). Questo spiega la presenza di una vegetazione tipicamente subtropicale che si è perfettamente adattata a gran parte dell'isola, affiancando l'autoctona macchia mediterranea: palme, bouganvillea, banani, tutte specie di origine tropicale che abbondano in Sicilia grazie alla sua posizione. Nell'interno, sui rilievi di alta collina (500/600 m s.l.m., come nelle città di Caltanissetta e Ragusa) la temperatura media annua scende a 16 °C (simile a quella di Roma, che tuttavia si trova in pianura). Ad Enna (965 m s.l.m.), invece, la media è di 14,5 °C, come a Bologna, con la differenza che, ad Enna, l'inverno è meno freddo (6,5 °C contro i 3,5 °C di Bologna) e l'estate meno calda (22,5 °C a Enna, 23,6 °C a Bologna): il clima, dunque, è nel complesso meno continentale.
La Sicilia è chiamata l'Isola del sole perché l'eliofania che si registra nelle sue aree costiere - vale a dire le ore di sole annuali o mensili -è la più alta d'Europa-: le due stazioni meteorologiche che dispongono di questi dati in Sicilia, quella di Trapani e quella di Gela, registrano 7,3 ore di sole al giorno come media annua (vale a dire un totale di 2665 ore di sole l'anno), il dato più alto d'Italia (ad esempio, la Stazione meteorologica di Roma Ciampino registra 6,7 ore di sole al giorno come media annua, vale a dire 2467 ore totali; neanche il sud della Sardegna o il sud della Calabria raggiungono i valori di eliofania siciliani. Il mese più cupo fa segnare una media di irraggiamento giornaliero sempre superiore a 4,4 ore, mentre il mese più soleggiato arriva a 11 ore. Anche l'indice di nuvolosità misurato in okta (cioè ottavi di cielo liberi da nuvole) conferma questa peculiarità del clima siculo: si va dai 3,3 di Trapani, nel nord dell'isola, ai 3 okta di Catania, nel centro, fino ai 2,7 di Gela, nel sud. Inoltre è da segnalare, nelle stazioni meteo costiere, l'assenza di giorni di gelo (con temperatura minima uguale o inferiore a 0 °C), un dato rarissimo in Europa (già Roma Fiumicino, sulla costa, registra 13 giorni di gelo l'anno, e Venezia 53). Prova ne è che, ad esempio, a Palermo Punta Raisi la temperatura più bassa mai registrata dal 1960 ad oggi sono gli 0,6 °C del gennaio 1962 e di -2 °C presso l'aeroporto di Catania Fontanarossa negli ultimi 3 anni. Nella stessa Enna, che eppure si trova a 965 m di altitudine, si hanno solo 16 giorni di gelo l'anno. È anche quasi sempre assente, nella Sicilia costiera, il fenomeno della nebbia (si può avere tutt'al più foschia), presente invece sulle montagne. Più probabile la nebbia lungo le zone costiere della Piana di Catania.

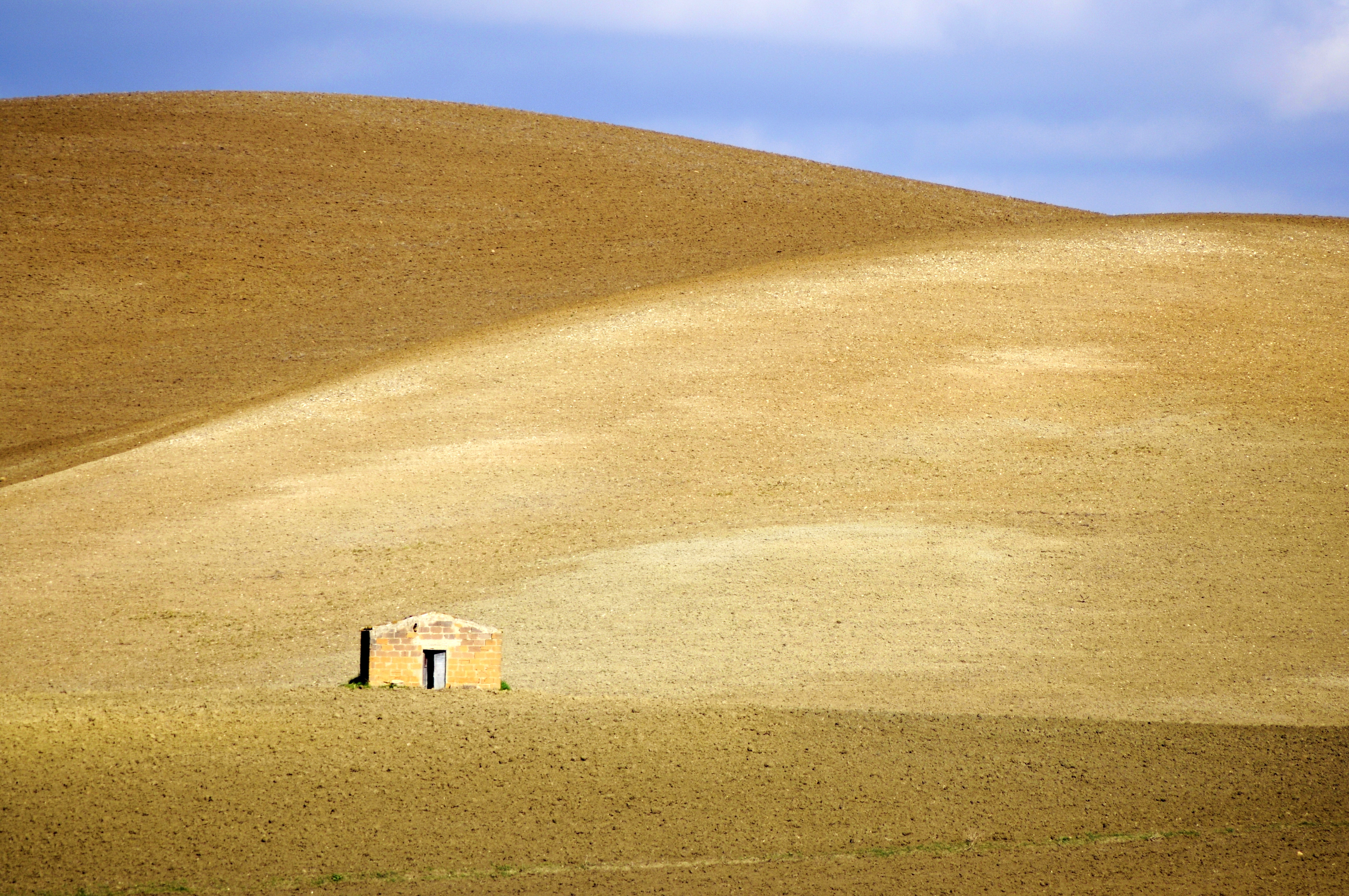
Le campagne della Sicilia centrale (territorio di Valguarnera Caropepe, nell'ennese)

Per quanto riguarda la neve, essa si presenta regolarmente ogni anno sulle catene montuose settentrionali dell'isola: l'Etna, la cui vetta di oltre 3330 m rimane imbiancata fino a maggio, e si spoglia solo durante l'estate; i Nebrodi e le Madonie ricevono nevicate assai copiose nel corso dell'inverno. La Sicilia presenta 3 stazioni sciistiche, tra le più meridionali d'Europa, e tra le uniche al mondo ad offrire la vista del mare mentre si scia: è il caso, infatti, delle 2 stazioni sciistiche etnee (Etna Sud ed Etna Nord, nella Sicilia orientale), da cui si gode di un panorama che abbraccia il Mar Ionio ed il Golfo di Catania, e della stazione madonita di Piano Battaglia, l'unica della Sicilia occidentale, da dove si ammira il Mar Tirreno. Per quanto riguarda le aree costiere, invece, la neve è un fenomeno molto raro; la costa più "nevosa" è la costa nord: a Palermo (dove negli ultimi 50 anni ci sono stati in città almeno 10 anni con neve accumulata) si registra in media una nevicata con accumulo ogni 5 anni, e a Messina ogni 8 anni. Scendendo verso sud, i fenomeni nevosi si fanno un vero e proprio evento: il centro di Catania ha conosciuto 6 nevicate con accumuli recentemente (1895, 1905, 1949, 1956, 1979, 1988), stessa cosa per Siracusa (ma dove l'ultima volta è nevicato nel 1999) e Trapani (ultima neve nel 1999). La costa sud vede di rado la neve perché si trova in ombra pluviometrica rispetto alle costa tirrenica che con i Nebrodi trattiene le nubi portatrici di nevicate: Gela ha visto, in tutto il Novecento, due sole nevicate con accumulo (1905 e 1956), così come Cozzo Spadaro, mentre Licata ne ha viste 4 (1905, 1956, 1962, 1999) e il resto della costa sud 5-6. Incredibilmente, anche a Lampedusa ha nevicato con accumulo, un'unica volta in tutto il secolo, nel 1942 (mentre nella vicina isola di Linosa ha nevicato 2 volte).
Sulle coste, soprattutto quella sud-occidentale, il clima risente maggiormente delle correnti africane e si verificano estati torride. Generalmente l'estate siciliana è calda e scarsamente piovosa, secca e ventilata, soprattutto nelle zone interne dove gli indici di umidità sono bassissimi. Più umide, ma in genere non afose, le zone lungo le coste che inoltre sono beneficate anche del regime delle brezze marittime e in generale da una frequente ventilazione. Le zone interne, i rilievi del Tirreno e l'Etna sono le zone più fredde e nevose dell'isola. Sui rilievi più alti dell'isola (Etna, Madonie, Nebrodi) la neve cade abbondantemente.
Considerando solo le grandi città costiere dell'isola si scopre che Palermo è quella che più frequentemente può essere leggermente imbiancata da un breve strato di neve (circa una volta ogni decennio), Messina è la città più piovosa 
mentre Catania può registrare, grazie alla presenza della piana più grande dell'isola, le temperature più basse e più alte.
I capoluoghi montani dell'isola, Ragusa, Caltanissetta ed Enna, ricevono apporti nevosi ogni inverno o quasi.
Le piogge sono più scarse nelle zone interne e lungo le coste meridionali mentre si presentano più abbondanti sulle coste tirreniche e soprattutto sul messinese e l'etneo. La neve sulle coste è rara e più frequente su quelle tirreniche.
In casi eccezionali si sono verificate nevicate a Lampedusa
(febbraio 1942 e lievemente nel febbraio 1956) e Pantelleria (gennaio 1905, febbraio 1956 e gennaio 1981 e lievemente nel marzo 1949, gennaio 1979 e gennaio 1999).
La Sicilia orientale, dal messinese al siracusano, è spesso interessata da fenomeni alluvionali e violenti nubifragi.
Il 17 ottobre del 1951 una stazione meteorologica vicino Lentini (tra Siracusa e Catania) registrò 702mm di pioggia, uno degli accumuli giornalieri più alti d'Italia. Quello stesso giorno una stazione di Catania totalizzò 499mm.
Soprattutto nelle stagioni intermedie non è raro che spiri lo scirocco, il vento proveniente dal Sahara, ma è in estate che questo vento può far schizzare le temperature minime sopra i 30º e le massime oltre i 45º (il record europeo di temperatura più alta è siciliano ed è detenuto dalla cittadina di Catenanuova dove il 10 agosto del 1999 si toccarono i 48,5º).
Secondo un luogo comune la piovosità siciliana è scarsa ma questo è vero solo in alcune aree più ristrette dell'isola come le coste meridionali e alcune zone interne che possono trovarsi in ombra pluviometrica o non beneficiano di fenomeni di stau dovuti ai rilievi. Il resto dell'isola ha una piovosità più o meno in media con le altre zone d'Italia e in molti casi anche sopra la media pluviometrica nazionale. Addirittura alcune zone dell'etneo e del messinese sono tra le più piovose d'Italia con medie pluviometriche stimabili oltre i 1300mm. Il problema pluviometrico reale dell'isola è che nel periodo estivo le precipitazioni diventano scarse, in alcuni anni del tutto assenti e comunque la distribuzione delle piogge è estremamente irregolare nel tempo e nello spazio. Tale andamento pluviometrico si ripercuote sull'approvvigionamento idrico, che si rivela deficitaria in alcune province dove sono frequenti le crisi idriche. Questa tabella riassume i dati raccolti dalle tre stazioni meteorologiche presenti in Sicilia:
| Nome | alt | tma  | tme  | tmi  | prec | gp  |
| Enna | 964 | 15,6 | 23,3 | 4    | 695  | 69  |
| Messina | 54  | 21,8 | 26,5 | 11,5 | 893  | 109 |
| Trapani-Birgi | 14  | 18,9 | 23,9 | 9,7  | 452  | 88  |
| Nome = nome della stazione meteorologica; alt = altitudine sul livello del mare in metri; tma = temperatura media annua in °C; tme = temperatura media estiva in °C; tmi = temperatura media invernale in °C; prec = precipitazioni annue in millimetri; gp = numero dei giorni di pioggi in un anno. |     |      |      |      |      |     |

In Sicilia sono ubicate diverse stazioni meteorologiche ufficialmente riconosciute dall'Organizzazione meteorologica mondiale.